# Marceli Ryszard Gęśla
Marceli Ryszard Kazimierz Gęśla OFM (ur. 18 marca 1974 w Nowej Sarzynie) – polski duchowny bernardyński, doktor nauk teologicznych, misjonarz katolicki, duszpasterz polonijny, gwardian klasztorów w Przeworsku i Radecznicy, w latach 2017-2020 sekretarz Prowincji Niepokalanego Poczęcia NMP (OO. Bernardynów).

## Życiorys
Urodził się 18 marca 1974 w Nowej Sarzynie. Dzieciństwo i młodość spędził w Leżajsku, gdzie ukończył miejscową szkołę podstawową i Technikum Mechaniczne. 6 września 1995 wstąpił do nowicjatu Prowincji Niepokalanego Poczęcia NMP Zakonu Braci Mniejszych (Ojców Bernardynów). Pierwszą profesję czasową złożył 14 września 1996 w Leżajsku, zaś profesję wieczystą 4 października 2000 w Kalwarii Zebrzydowskiej. Święcenia diakonatu otrzymał 19 maja 2001 z rąk abpa Edwarda Nowaka. W 2002 ukończył Wyższe Seminarium Duchowne OO. Bernardynów w Kalwarii Zebrzydowskiej. 29 maja 2002 przyjął święcenia kapłańskie z rąk kard. Franciszka Macharskiego. W latach 2002–2006 w klasztorze w Rzeszowie (Sanktuarium Matki Bożej Rzeszowskiej) pracował jako katecheta w VI Liceum Ogólnokształcącym oraz duszpasterz studentów i młodzieży franciszkańskiej.
W trakcie posługi w Rzeszowie zwrócił się do władz zakonnych z prośbą o możliwość wyjazdu na misje zagraniczne. Po uzyskaniu zgody przełożonych udał się w 2005 na kurs języka angielskiego do Irlandii, po czym wyjechał na misje do Zimbabwe prowadząc działalność misyjną wśród ludności Szona. Pracował również jako w ekonom w Wyższym Seminarium Duchownym w Harare oraz jako formator w postulacie i ekonom na misji Nharira w regionie Chivu. Zamieszki i wojna domowa w Zimbabwe, a w konsekwencji nieuzyskanie przedłużenia wizy sprawiły, iż musiał opuścić kraj.
Udał się następnie do Irlandii, gdzie w latach 2008-2011 był administratorem jednej z parafii personalnych w Killarney (diecezja Kerry). Założył i był redaktorem naczelnym polsko-irlandzkiego miesięcznika Głos Kerry. W latach 2009–2011 współpracował i wspierał Podkarpackie Hospicjum dla Dzieci, upowszechniając na terenie Irlandii informacje o tej instytucji i przeprowadzając zbiórki na jej działalność.
Po powrocie do Polski pracował w Przeworsku jako gwardian klasztoru i proboszcz parafii pw. Świętej Barbary. Przeprowadził generalny remont XVIII-wiecznej Kaplicy Świętego Antoniego, izolację pionową i poziomą zespołu kościelno-klasztornego, wymianę okien w całym obiekcie, remont domu pielgrzyma. Założył ośrodek rekolekcyjny dla dzieci i młodzieży oazowej. Powołał do życia czterogłosowy mieszany Chór Świętej Barbary, Grupę Fatimską oraz Grupę Charytatywną Świętego Antoniego. Był pomysłodawcą i reżyserem odbywającego się w latach 2014-2016 plenerowego Misterium Męki Pańskiej w Przeworsku, w którym udział biorą mieszkańcy miasta i okolicznych miejscowości. W latach 2011–2014 zasiadał w Kapitule Nagrody Miasta Przeworska "Ratusz".
W 2015 zorganizował Jubileusz 550-lecia obecności Ojców Bernardynów w Przeworsku. Z jego inicjatywy rozpoczęto starania o ustanowienie Świętego Antoniego z Padwy patronem Przeworska, które zaowocowały uchwałą Rady Miasta z 26 marca 2015 r. o wyrażeniu woli ustanowienia Świętego patronem Miasta. Patronat ten potwierdziła swym dekretem z 8 kwietnia 2016 r. Kongregacja ds. Kultu Bożego i Dyscypliny Sakramentów.
Podejmował działania związane z kultem Przeworskiej Matki Bożej Pocieszenia. Z jego inicjatywy przeprowadzano badania nad historią kultu Cudownego Obrazu, opracowane zostały nowe modlitwy i pieśni. 
Na różne sposoby upowszechnia wiedzę na temat misji afrykańskich. Uczestniczy w licznych spotkaniach z dziećmi i młodzieżą pt. "Afryka bliska, daleka". W dniach 13-15 marca 2016 zorganizował wystawę misyjną w kościele OO. Bernardynów w Przeworsku pt. "Misje radością głoszenia Ewangelii". W latach 2015–2016 udzielał w pierwsze środy miesiąca wywiadów z cyklu "Moje misje w Afryce" na antenie Radia Fara.
W 2016 został mianowany przez papieża Franciszka misjonarzem miłosierdzia. Uzyskał tym samym władzę władzy odpuszczania grzechu profanacji Najświętszego Sakramentu, przemocy wobec Ojca Świętego, rozgrzeszenia wspólnika w grzechu przeciwko VI przykazaniu Dekalogu, a także grzechu zdrady tajemnicy spowiedzi.
W 2016 został skierowany do klasztoru w Radecznicy, gdzie objął urząd gwardiana klasztoru, a zarazem funkcje: rektora bazyliki, kustosza sanktuarium św. Antoniego i proboszcza miejscowej parafii. W 2017 został mianowany sekretarzem prowincji Niepokalanego Poczęcia NMP Zakonu Braci Mniejszych (OO. Bernardynów). Po zakończeniu kadencji (2020) podjął pracę w Łowiczu w charakterze kapelana sióstr bernardynek i rektora kościoła pw. Niepokalanego Poczęcia NMP i św. Elżbiety. Mianowany został przez bpa Andrzeja Dziubę, ordynariusza łowickiego, ojcem duchownym dekanatu Łowicz-Katedra.

### Działalność naukowa
Jest redaktorem (wspólnie z o. Aleksandrem Krzysztofem Sitnikiem OFM) pozycji: 550 lat obecności OO. Bernardynów w Przeworsku (1465-2015) (Kalwaria Zebrzydowska 2015) oraz Franciszkańska działalność misyjna w służbie Ewangelii (Kalwaria Zebrzydowska 2020). Opublikował następujące artykuły naukowe:
- Udział klasztoru bernardyńskiego w Przeworsku w działalności misjonarzy bernardyńskich poza granicami kraju w latach 1974-2014, w: 550 lat obecności OO. Bernardynów w Przeworsku, red. M.R. Gęśla OFM, A.K. Sitnik OFM, Kalwaria Zebrzydowska 2015;
- Działalność misyjna Ad gentes na Ukrainie, w:  Wkład Bernardynów w życie religijno-kulturalne Narodu Polskiego (wybrane aspekty), red. Cz. Gniecki OFM, A.K. Sitnik OFM, Kalwaria Zebrzydowska 2016;
- Kronika wizytacji oo. Bernardynów w Przeworsku 1910-1939 – Liber visitationis, "Przeworskie Studia Regionalne", t. II, 2016.
- Życie, działalność i obecność bernardynów w Martin  Coronado w Argentynie – wybrane zagadnienia, w: Franciszkańska działalność misyjna w służbie Ewangelii, red. A.K. Sitnik OFM, M.R. Gęśla OFM, Kalwaria Zebrzydowska 2020.

W 2012 zakończył studia w instytucie pastoralno-liturgicznym Katolickiego Uniwersytetu Lubelskiego otrzymując dyplom licencjata. Prowadzi zajęcia z misjologii dla alumnów Wyższego Seminarium Duchownego w Kalwarii Zebrzydowskiej oraz wykłady z etyki w Wyższej Szkole Społeczno-Gospodarczej w Przeworsku.
W roku 2014 rozpoczął studia doktoranckie na Uniwersytecie Kardynała Stefana Wyszyńskiego w Warszawie. 26 kwietnia 2022 obronił pracę doktorską pt. "Działalność misyjna i polonijna bernardynów w Argentynie w latach 1957-2018" napisaną  na Wydziale Teologicznym w Katedrze Misjologii pod kierunkiem o. prof. dra hab. Jarosława Różańskiego OMI.